# Letecká nehoda generála Štefánika
Letecká nehoda generála Štefánika se odehrála 4. května 1919, při jeho návratu z první světové války do vlasti, v polích u obce Ivanka, nyní v blízkosti dráhového systému letiště Bratislava. Postava Štefánika i jeho tragická smrt se postupně staly legendou a nehoda je i po sto letech provázena řadou dohadů a spekulací.  

## Dobové souvislosti

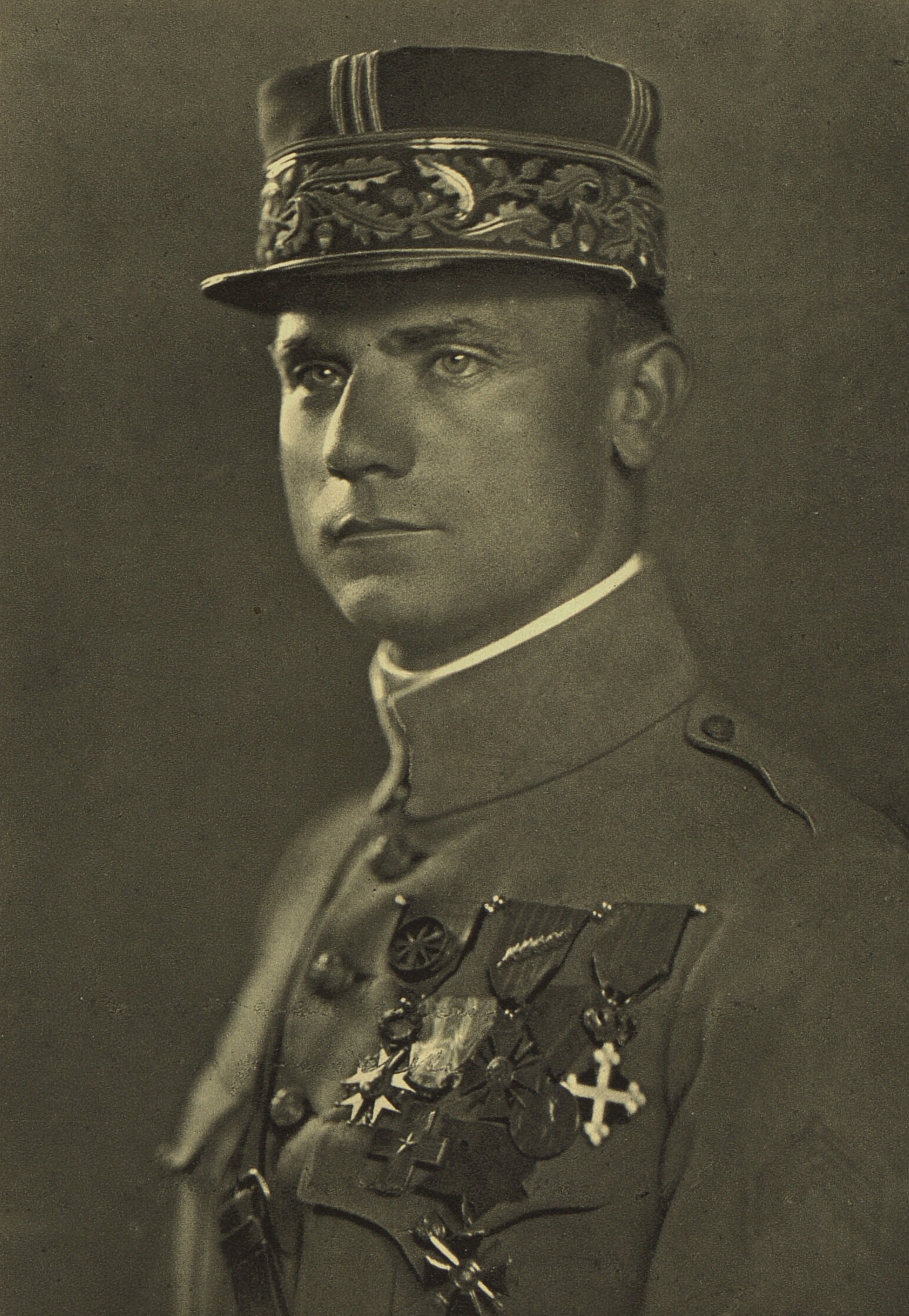
Štefánik v generálské uniformě

Koncem roku 1918 byl generál Štefánik, jeden ze tří exilových zakladatelů samostatného Československa, vyslán na Sibiř za Československými legiemi. Na místo dorazil spolu s gen. Maurice Janinem, francouzským velitelem ruských legií. Legionáři měli i nadále držet Sibiřskou magistrálu, pro případ budoucí vojenské intervence.  Během několika měsíců sice dílčích úspěchů dosáhl, ale celkově je možno hovořit spíše o neúspěchu této mise. Legionáři byli unaveni, a protože válka skončila, nechtěli se vracet na frontu. Štefánik odjel do Paříže s tím, že legie je nutno co nejrychleji vrátit domů. Po ukončení jednání ve Francii odjel pokračovat v jednáních s italskou stranou. Poté zahájil přípravy na návrat do vlasti, kde byl naposled před válkou, na pohřbu otce v roce 1913.

## Příprava k letu
V Padově Štefánik požádal generála Badoglia, náčelníka generálního štábu italské armády, o přidělení letounu Caproni Ca.33 (též označovaný jako Ca. 450). Badoglio se mu nejprve snažil úmysl rozmluvit, stejně jako gen. Graziani v Miláně. Rozmlouval mu to i sám hrabě Caproni, jemuž se na tomto stroji nedávno zabil syn a také dva zalétávací piloti, kpt. Palli a De Bosis. Jan Šeba zase nabízel cestu ve zvláštním sanitárním vagónu. Štefánik však trval na svém.

## Letadlo

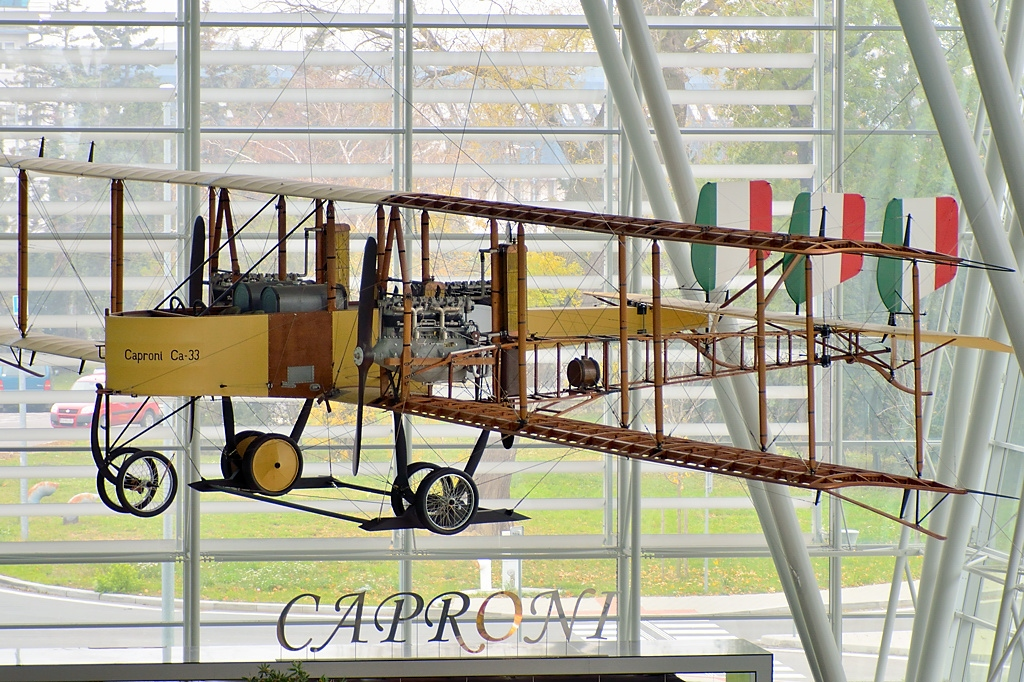
Věrná replika zničeného stroje, zavěšená na letišti Bratislava

Třímotorový bombardovací dvouplošník italské výroby Caproni Ca.33, číslo 11495, bylo velké a těžké letadlo s rozpětím kolem 23 metrů. Jeho letové charakteristiky nebyly ideální, odpovídaly skromným technickým znalostem své doby. Z dnešního pohledu měl stroj problémy s vyvážením a stabilitou. Traduje se, že částečně i díky tomu byl bombardér údajně schopen i některých prvků vyšší pilotáže, jako je přemet. Vývoj stroje byl zahájen v roce 1914, tedy pouhých 11 let po prvním poskoku bratří Wrightů, jako vůbec první vícemotorový letoun v západní Evropě (rok po Sikorského světové premiéře vícemotorového letadla).

## Posádka
Posádka neměla pro svou práci pohodlí. Seděli nebo stáli v otevřené gondole, ve větru, ohlušujícímu hluku motorů, mrazu a nepohodě. Po delším letu musela už být posádka hodně unavená a promrzlá. Když spolu komunikovali, museli si psát.
V pilotních sedačkách (tenkrát ještě bez bezpečnostních pásů) seděli por. Giotto Mancinelli-Scotti a četař Umberto Merlini, oba zkušení vojenští piloti. Italskou posádku doplňoval mechanik Gabriele Aggiusti. Ačkoliv Štefánik projevil zájem stroj sám pilotovat, při odletu z Itálie seděl nakonec na pozici předního střelce/navigátora v čele gondoly, před oběma piloty. Podle lékařské zprávy měl ovšem v době nehody sedět v levé pilotní sedačce. Spolu s druhým pilotem měli oba typicky zhmožděná varlata od nárazu na knipl. Dá se tedy soudit, že si během letu vyměnili místa.

## Bratislavská přistávací plocha
Generál Štefánik se dostavil na velitelství ráno 30. dubna a požádal o změnu letového plánu – přistát chtěl v Bratislavě, ne ve Vídni. Na námitku italských důstojníků, že piloti bratislavské letiště neznají, je Štefánik ubezpečil o své kvalifikaci na letadla Farman a Caproni a rovněž o tom, že letiště v Bratislavě pokládá za dokonale vhodné k přistání těchto strojů.
O plánu příletu Štefánika byl informován generál Luigi Piccione, velitel československých vojsk na Slovensku, a to dvěma tajnými radiogramy z 30. dubna: 
```
Československý ministr války, generál Štefánik, odletí, pokud to počasí dovolí, 2.
 
května či později, z Campoformido s cílem Bratislava na stroji Caproni 450 STOP od toho dne zařiďte, aby letiště uvedeného města bylo vybavené přistávacími signály neustále udržovanými ve směru větru STOP navíc mějte připravený benzín, oleje a dva zkušené mechaniky pro letadla Caproni případně o ně požádejte italskou leteckou misi ve Vídni STOP dočasný velitel letectva plukovník Gavilio.
```

```
Ihned ohlaste rádiem podmínky na letišti Bratislava, hlavně terénní podklad, délku a šířku, stejně jako polohu vůči městu STOP dočasný velitel letectva plukovnik Gavilio.
```

Pod dohledem Štefánikova pobočníka, mjr. Gastona Fourniera, byla proto upravena louka na cestě do Vajnor  (48°11′46″ s. š., 17°12′7″ v. d.). Po dokončení prací, o dva dny později, v pátek 2. května, se vrátily dvě odpovědi:
```
Hlavnímu velitelství letectva při nejvyšším velitelství STOP č. 5996 prot. tajné STOP letiště se nachází 8 km SV od města Bratislava, je to největší letiště na východ od Prahy STOP terén tvrdý a výborný STOP generál Piccione
```

```
Hlavnímu velitelství letectva při nejvyšším velitelství STOP č.
 
543 prot. STOP žádám urychleně oznámit generálu Štefánikovi tento telegram STOP hned po příchodu jsem dal upravit terén v okolí Bratislavy podle všech instrukcí STOP terén je rozsáhlý a výborně dostupný je situovaný 12 km SV od města při vstupu do Vajnor (Wienern) vyznačený je bílým podkladem a přistávací T
[
pozn. 3
]
 se denně klade STOP S velkou úctou velitel Fournier STOP generál Piccione
```

Tyto dvě odpovědi se někdy vykládají jako argument, že pro přistání byly připraveny dvě různé plochy. Nicméně zpráva pobočníka Fourniera o louce do Vajnor sice hovoří o 12 km, ale vzdušnou čarou je to od tehdejší Bratislavy ve skutečnosti 8–9 km, což je v souladu s prvním hlášením, které předtím poslal gen. Piccione.  Jak si různost těchto údajů vyložil Štefánik a posádka, není známo.

## Počasí
Kvůli chladnému a deštivému počasí musel být let odložen. V pátek 2. 5. 1919 přecházela střední Evropu studená fronta, která přinesla hojné srážky a následující den tyto srážky ještě doznívaly. Celkem napršelo přes 40 mm. Z těchto údajů někteří badatelé soudí, že terén na letišti byl podmáčený a nevhodný k přistání. Nic z toho nebylo hlášeno do Itálie. V osudný den se vyjasnilo, bylo ale větrno. Vál severozápadní vítr. Prostor vajnorského letiště se tak ocitl oblasti s charakteristickými turbulentními vrstvami na závětrné straně Malých Karpat. Tyto turbulentní vrstvy dělají problémy i dnešním letounům.

## Let

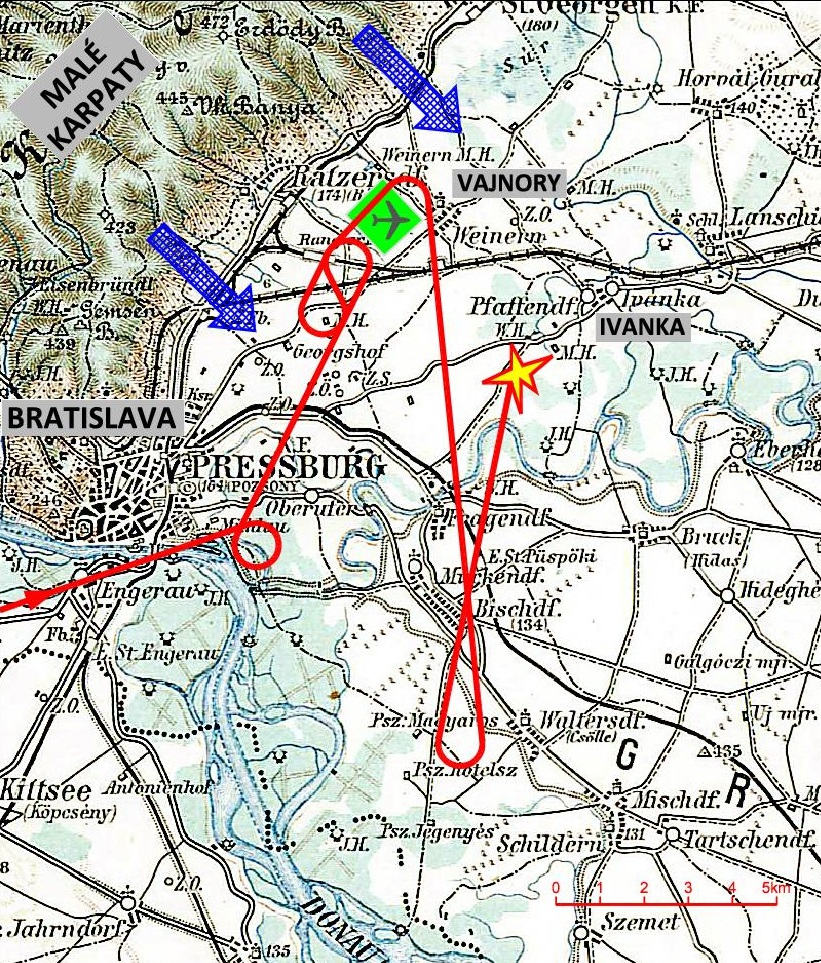
Jedna z variant trajektorie letu

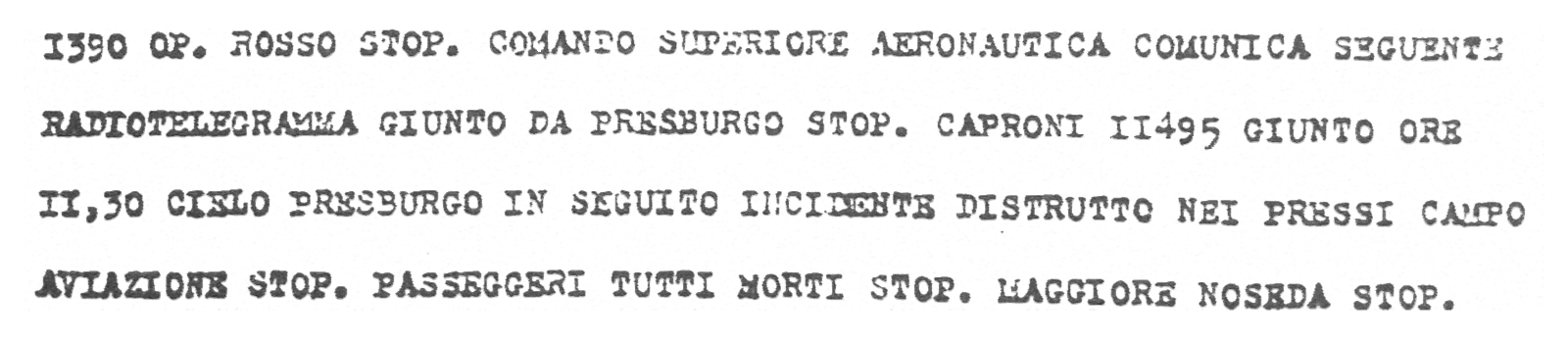
Radiogram s hlášením o nehodě

Na žádost Štefánika přeletěli Ca.33 z letiště San Pelagio na severnější letiště Campoformido, nedaleko města Udine (46°1′52″ s. š., 13°10′59″ v. d.). Vzdušná vzdálenost do Bratislavy se tak zkrátila asi na 390 km, což odpovídá, podle směru a rychlosti větru, asi 3,5 hodinám letu. 
Z letiště Campoformido letoun vzlétl v 8:07 hod. Informace o tom byla do Bratislavy poslaná až po dvou hodinách, když už měl letoun za sebou dvě třetiny cesty. Není známo, jakou přesně letěl trasou, podle vyšetřovací zprávy ale bylo zjištěno, že se posádka radila (kvůli hluku písemně v deníku) ohledně anténního drátu, zapleteného do ovládacího lanka ocasních ploch. Vlastní radiostanice na palubě nebyla.
K Bratislavě se letoun přiblížil přibližně 11:15 hod. Přestože byl už ve čtvrtek vydán zákaz střílet na jakákoli letadla, jeden z vojáků, vojín Jozef Meško, po letadle vystřelil. Voják byl za to následně kázeňsky řešen. Je ale nepravděpodobné, že to posádka vůbec zaznamenala. Letoun pak krátce kroužil nad městem, než sklesal k letišti. Podle některých svědků se pokusil i o přistání, ale pro podmáčený terén zase vzlétl. Podle jiných svědectví, když podle kouře ze zapálených ohňů zjistil směr větru, nabral opět mírně výšku a provedl okruh, aby mohl přistát proti větru. Otočil se k jihu a letěl zpět směrem k Dunaji. Tam se znovu otočil a vracel se stejnou cestou zpět na sever. Během návratu stroj sklesal na výšku asi 60-70 m. Ve vzdálenosti asi 4 km od letiště letoun prudce sklopil nos dolů, přičemž někteří z  otevřené kabiny vypadli. Po dopadu na zem a překlopení na záda se letoun vznítil, ale vzhledem k malému množství zbývajícího paliva trval požár jen krátce. K nehodě došlo přibližně v 11:45 hod.
V době, kdy na místo doběhli první lidé, gen. Štefánik ještě chvíli žil, i když jeho zranění naději na přežití nedávala. Ostatní byli mrtví.
Do Itálie byla Hlavnímu velitelství letectva předána zpráva o nehodě v tomto znění:
```
Caproni 11495 které doletělo nad Bratislavu 11:30 se následkem nehody rozbilo nedaleko letiště STOP všichni mrtví STOP major Noseda STOP
```

## Oficiální vyšetřování
Z pohledu dnešního standardu šetření leteckých nehod proběhlo tehdejší vyšetřování velmi jednoduše a krátce. Nevedly jej poněkud paradoxně československé úřady. Italskými vojenskými činiteli byla jmenována vyšetřovací komise v čele s maj. Francesco Vecou a den po havárii dorazil do Bratislavy velitel 1. letecké švadrony, kap. Federico Zapelloni, jehož úkolem bylo provést potřebná šetření na místě. Prohlédl si tedy trosky, vyslechl svědky a seznámil se s pitevním nálezem. Podle něho měl Štefánik mj. zlomené nohy, a spodinu lebeční a utržené srdce.
Následující den vydal zprávu o nehodě. Ve zprávě vyloučil vliv počasí, poruchu stroje i pilotní chybu italských letců. Důvody, které jej k tomu vedly, jsou z dnešního pohledu zarážející: například zdůvodňuje, že pilotní chyba „jest neslučitelná se schopnostmi padlých pilotů“. Dále uvádí, že na letounu ani na obětech nebyly nalezeny stopy po střelbě. Na základě těchto předpokladů navrhl dvě možné příčiny: 
- Anténa rádia se zapletla do řízení tak, že zabránila pohybu výškovky. Anténní drát se ovšem na místě nehody nenašel. V deníku však byla zaznamenána následující komunikace. Je nutno přistáti – Ano, přetrhl se drát – Radio – Kde přistaneme - Ve Vídni - Měli jsme přistát ve Vídni.
- Podle lékařské zprávy se nacházel Štefánik v okamžiku nehody v levé pilotní sedačce. Ve zprávě je rovněž uvedeno, že před odletem o možnost řízení sám žádal. Vyšetřovateli bylo známo, že jeho „delikátní“ zdravotní stav se v poslední době velmi zhoršil a i několikrát denně upadal do mdlob. Pokud by tedy seděl za kniplem a omdlel, jeho bezvládné tělo mohlo zalehnout řídící páku a potlačit ji dopředu. Výsledkem by byl přechod stroje do prudkého klesání následovaný po několika málo sekundách nárazem do terénu. Druhý pilot by přitom nemohl proti Štefánkově váze svou páku přitáhnout (obě páky jsou mechanicky propojeny).

Přestože obě verze zní věrohodně, prakticky od počátku se objevily pochybnosti o objektivitě vyšetřování. Bylo podezření, že zpráva byla formulována tak, aby zachoval dobré jméno jak italského výrobce, tak vojenských pilotů. Navíc se začaly šířit podezření o úmyslném sestřelení letadla. Z toho důvodu nakonec československé úřady zahájily po 7 letech vlastní šetření, ve kterém se skutečně potvrdil výstřel z pušky vojína Meška, ovšem jako pravděpodobnou příčinu nehody uvádí náhlý závan větru.

## Alternativní a konspirační teorie

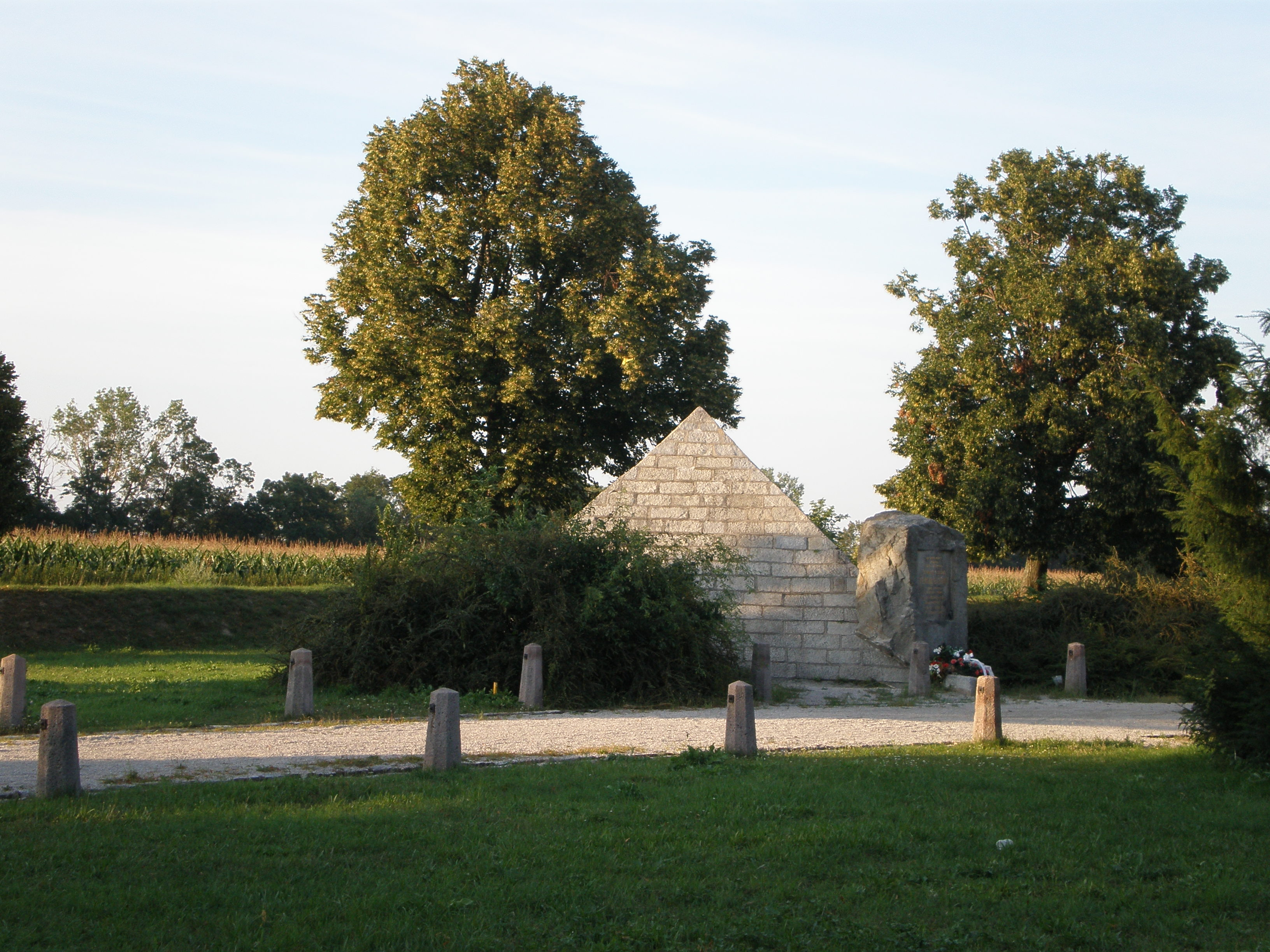
Mohyla na místě neštěstí

V době návratu byl Štefánik mezi obyčejnými lidmi prakticky neznámý. Ihned po nehodě se ale stal legendou a národním hrdinou první velikosti a záhy po tragédii se objevily názory,[čí?] že se nejednalo o nehodu, ale letadlo bylo sestřeleno buď neopatřením (záměnou s maďarským strojem), nebo úmyslně. Nejpopulárnější z těchto hypotéz je teorie atentátu, zosnovaného Prahou. Spíše sporadicky se objevují úvahy o sestřelení ze strany Maďarska, Francie nebo Itálie.

### Pražský atentát
Vztahy Štefánika s Edvardem Benešem nebyly ideální. Zatímco Štefánik řešil na Sibiři problémy legií, v Praze došlo k obsazení všech důležitých postů a pro Štefánika už ve vládě nezbylo místo, odpovídající jeho významu. Jím řízené ministerstvo války ztrácelo postupně význam a resort obrany vedl Václav Klofáč. Pro Beneše byl navíc Štefánik údajně osobně nebezpečný, protože měl v úmyslu postavit jej před soud za údajnou zpronevěru peněz z krajanských sbírek. Rozpory byly rovněž v otázce směřování zahraniční politiky, v zahraniční orientaci na západ (Francie, Itálie), stejně jako ve vztahu k porevolučnímu Rusku. 
To vše byly údajně důvody, proč bylo třeba Štefánika odstranit. Skupina vojáků dostala rozkaz Ca. 33 sestřelit.

### Sebevražda
Nemocný a frustrovaný generál se rozhodl ukončit svůj život sám. Jedná se hypotetickou možnost, ke které se přikláněl např. gen. Maurice Janin a sochař Otakar Španiel, který se se Štefánikem znal a snímal mu posmrtnou masku, a zároveň vytvořil odlitek ruk. Pro podporu této teorie neexistují žádné věcné důkazy.

### Souběh různých faktorů

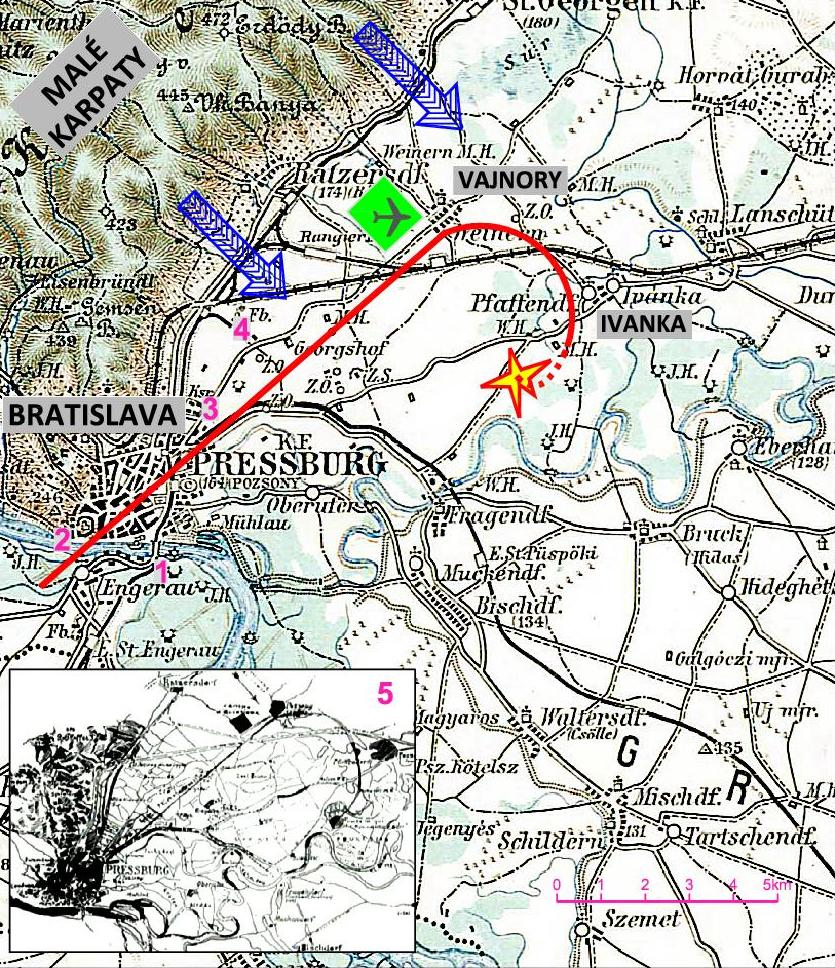
Možná dráha podle Kanise a gen. Piccione:
1 - Starý most,
2 - Hrad,
3 - Dělostřelecká kasárna,
4 - Dynamitka,
5 - Piccioneho mapa

Někteří autoři, zejména z oblasti letectví, poukazují na to, že popsané chování letounu spíš odpovídá ztrátě vztlaku a pádu po křídle, než jako reakce na pohyb řídicí páky. Letouny té doby ještě neznaly vztlakovou mechanizaci a nejpravděpodobnější příčinou pádu po křídle je tedy ztráta vzdušné rychlosti.
Letoun Ca. 33, jehož vyvážení a stabilita nebyly ideální, možná s pilotem, který ho řídil poprvé v životě, se  pohyboval na malé výšce rychlostí blízké pádové, a navíc, v oblasti s typickým výskytem významných turbulentních vrstev. Pak stačil jen drobný impuls (vysazení motoru např. kvůli palivu, chybný zásah do řízení, velký náklon v zatáčce, poryv větru apod.) a letadlo přešlo do pádu po křídle. Za 3-4 s dopadlo střemhlav na terén.
Teorie tohoto typu byla detailně rozvinuta např. v dokumentu historika Pavola Kanise “Štefánik. Príbeh hrdinu. Vlasť“. Po mnohaletém shromažďování dokladů v domácích i zahraničních archivech vyšel autor z  mapky, kterou přiložil gen. Piccione ke zprávě nejvyššímu velitelství italské armády. Po průletu jižně od letiště musela posádka před přistáním provést obrat proti větru. K jihu se letoun stočil velmi širokým obloukem. V kombinaci se snosem větrem a možná dalšími okolnostmi se stalo, že v době, kdy již měli zahájit klesání na přistávací plochu, byl letoun velmi daleko a nebyl ještě dotočen do správného směru. Za této situace měla posádka provést ostrou pravou zatáčku, což si vynutilo vyšší náklon letadla. V ostré zatáčce má vnitřní konec křídla nižší vzdušnou rychlost. Jestliže letěli na hranici pádové rychlosti, mohlo to, i samo o sobě, způsobit pád po křídle. Kanis nesdílí názor vyšetřovatele, že za řízením seděl sám Štefánik.

### Další teorie
Existuje například teorie o požáru nebo výbuchu na palubě, což je naznačeno i v pitevní zprávě, s odvoláním na drobné popáleniny kožešiny na generálově bundě. Existenci a původ popálenin potvrdili i zlínští restaurátoři. S tím souvisí i možnost technické závady - požáru, kvůli kterému Štefánik vyskočil z letounu. Jiná teorie hovoří o pokusu o nouzové přistání na cestě, které se ale nezdařilo. 
Nedá se očekávat, že nehoda bude někdy jednoznačně objasněna - jednak pro nedostatek faktických informací, a současně pro velké množství protiřečících si svědectví a fám. Není ani objektivně známá trajektorie letu, a dokonce ani tak zásadní okolnost, jestli se stroj pokusil o přistání, jak tvrdil např. legionář Bedřich Tuhý. Oficiální vyšetřovací zpráva, dobový tisk a svědectví dalších osob (včetně např. maj. Fouriera) se o něčem takovém nezmiňují.
Je běžné, že se u podobně politicky citlivých nehod opakovaně vynořují pochybnosti a spekulace, i v případě, že je vyšetřovateli po věcné stránce nehoda jednoznačně objasněna (z poslední doby např. nehoda polského prezidenta u Smolenska).

## Ohlas v médiích
Několik dnů se Štefánikova smrt probírala na prvních stránkách většiny deníků, kromě nekrologů a životopisných článků se objevovaly i zprávy o nehodě, často včetně různých rozporných informací. Československá tisková kancelář vydala rozsáhlou, zasvěcenou, poměrně podrobnou zprávu z datem 4.5., kterou postupně převzala řada listů. Úryvky jsou převzaty z úterních Národních novin.
O přípravách k uvítání a vlastní nehodě se uvádí:
```
…Telefonickú zvesť o ich príchode dostalo hlavné vojenské veliteľstvo v Bratislave dnes o 11. hodine predpoludním a oznámilo to hneď ministerstvu. Keďže minister dr. Šrobár s vládnymi referentmi a generálom Piccionim boli v Modré na slávnosti sadenia lipy, privítať generála Štefánika išiel vládny referent dr. Ivanka s ostatnými referentmi a oficiermi generálneho štábu v automobiloch na letište, nachádzajúce sa na ceste do Vajnor, kde aeroplán mal pristať. Automobil ešte nebol opustil mesto, keď sa objavil nad mestom veľký dvojplošník a zamieril k letišti. Čas bol veľmi vetrný a apparát krúžil dlho nad Vajnorami, akoby hľadal miesto na sletenie. Avšak až 3 km. od letišťa bol zachvátený silným vetrom a srazený kolmo k zemi. Za malým lesíkom do Ivanky, asi 9 km. od Bratislavy, objavil sa zároveň stĺp čierneho dymu, ktorý vyrazil z miesta, na ktoré aeroplán padol...
```

Z ukázky je patrno, že se oficiální činitelé dověděli o příletu na poslední chvíli a narychlo se snažili dát v neděli v poledne dohromady aspoň trochu reprezentativní uvítací delegaci. Je zde rovněž zmiňováno větrné počasí - i toto bývá zpochybňováno některými autory. O pokusu přistát na rozmáčeném terénu se zpráva ČTK vůbec nezmiňuje. Nezdá se pravděpodobné, že by něco tak podstatného a efektního mohlo uniknout pozornosti. 
Situace na místě nehody je popsaná takto:
```
 ...Na miesto nešťastia utekali vojaci z letišťa, francúzski dôstojníci a deputácia, ktorá mala generála Štefánika uvítať. Ich cesta na miesto nešťastia trvala asi ¾ hodiny. Miesto nešťastia poskytovalo úžasný pohľad. Trosky aeroplánu ležaly pri hradskej na poli a okolo nich ležali 3 mrtvoly odeté v leteckom odeve. Generál Štefánik ležal asi 6 krokov od apparátu na druhej strane hradskej v priekope. Najsamprv pribehnuvší dr. Halla poznal generála Štefánika po generálskej uniforme. Sňal mu z hlavy leteckú čiapku a zistil u neho ešte trocha života. Tepna slabo bila, ale za niekoľko minút už prestala biť. Nohy mal polámané a tvár zkrvavenú. Ostatné dve mrtvoly boly zohavené. Po odstránení trosiek aeroplánu, našli vojaci pod troskami ešte jednu do nepoznania roztrieskanú a na uhoľ spálenú mrtvolu...
```

Přestože se nehoda udála asi 4 km od letiště, vzhledem neexistenci přímé cesty trval přesun velmi dlouho. S odvoláním na poznámku o ještě živém generálovi občas někteří radikální příznivci konspiračních teorií naznačují, jakoby Štefánika odvezli autem na neznámé místo, kde ho pak mohli "dorazit". Zpráva ČTK se zmiňuje o hýbání s troskami, podle některých pramenů byly dokonce trosky ještě téhož dne odvezeny. Vyšetřovatel, který dorazil následující den, nemohl tedy z polohy trosek činit spolehlivé závěry.